# تجمعات محافظة حمص السكانية
محافظة حمص ثاني محافظات سوريا كبراً من حيث عدد السكان بتعداد قدره (2,087,000) نسمة يشكلون ما نسبته 8.8% من إجمالي تعداد سكان سوريا ، 
تعد مدينة حمص أكبر تجمّع سكانيّ في المحافظة بتعداد قدره (652,609) نسمة، تليها مدن: تدمر بتعداد قدره (51,323) نسمة والرستن بتعداد قدره (39,834) نسمة وتلبيسة بتعداد قدره (30,796) نسمة والقصير بتعداد قدره (29,818) نسمة 
، بلغ تعداد التجمّعات السكانيّة في محافظة حمص العام 2004 أكثر من 500 تجمّع سكنيّ ما بين مدينة وبلدة وبلديّة وحي وقرية ومزرعة.

## تجمعات محافظة حمص السكانية

### منطقة حمص
- ناحية مركز حمص: آبل، أبو دالي، الأمين، الأشرفية، الضفة (الحلموز)، الدار الكبيرة، جديدة الشرقية، إسماعيلية (المختارية)، الفحيلة، فيروزة، غزابة، هبوب الريح، حمص، الحرية، الجميلية، جوالك، جديدة العاصي، جلودية، جوبر، كفرعايا، كفر عبد، الخالدية، الكرامة، مسكنة، المباركية، المهاجرين، النقيرة، النجمة، العبودية، قطينة، الريان، الرياض، سكرة، تل أحمر، تل الناقة، تل الشور، تل زبيدة، الثابتية، تير معلة، زيدل، الزهرية، الحازمية، الشلال، الكاظمية، سكرة الشمالية، عين الزرقا، نقبين.
- ناحية خربة تين نور: عيصون، بلقسة، برابو، بتيسة، الضاحية العمالية، الفايزية، غزيلة، خربة الحمام، خربة السودا، خربة غازي، خربة حايك، خربة تين محمود، خربة تين نور، كنيسة، لفتايا، مرج بولاد، مرج القطا، مشاهدة (خربة السودا الثانية)، المزرعة، النويحة، قزحل، قبي، ربيعة، الربوة، الرضوانية، رام العنز، رام جبل، صنون، شلوح، سنديانة، تارين، تنونة، أم العظام، أم القصب، أم حارتين، وجه الحجر، الزرزورية، زيتي البحرة، زور بقرايا، الأنوار، المحطة، دنحا، صيادية.
- ناحية عين النسر: بادو، برزة، عين الدنانير، عين النسر، الحميدية (مهاجرين)، حميمة، الجابرية، المشرفة، الميدان، عين حسين شمالي، شيخ حميد، تلعمري، وريدة، وازعية عيفير، عين حسين غربي، اليمامة.
- ناحية الفرقلس: العباسية، عيفير، البسة، الدرويشية، فرحة، الفرقلس، غلوة الزكم، حمرة الصوانة، الهزة، حولايا، الجربوعية (فطيم عرنوق)، جباب حمد، جب الشامي، الخليلية، ملاجة (خريجة الصليبي)، مران الفواعرة، الناصرية، رجم طقو، الصابونية، الصايد، الشتاية، أم التبابير، أم الطيور، أم جرين، أم ساموك، أم تينة فدعوس، الذكم، شريفة.
- ناحية الرقاما: العاليات، الاعور، العزيزية، البلها، درداء (دردغان)، القنية الشرقية، الغالية، الحمرات، الحربية، جباب الزيت، المضابع، المنزول، النعامية، النزهة، الرقاما، الروضة، الرضيفات، الشعيرات، أم دولاب (المظهرية)، الوازعية.
- ناحية القريتين: القريتين، الصفا (التياس)، وادي شرقي.
- ناحية مهين: الحدث، حوارين، مهين، قناة العمياء، القصر (الغنثر)، المزرعة، (عين القصر).
- ناحية حسياء: البريج، الديبة، حسياء، جندر، جب الصدى، الكشف، المعمورة، شمسين، وادي الحنة.
- ناحية صدد: الحفر، صدد.
- ناحية شين: بحور، بتيسة الجرد، ديابية (ذهبية،)، حاصور، حدية، جبلايا، جب البستان، الجويخات، جويخة، محفورة، مرانة، متعارض، عيون الوادي، صفصافة شين، صفر، (صقور أبو وردة)، طويز الجنوبية، صويري، زعفرانة غربية، سنديانة شرقية، عين الفوار، قيقانية.

### منطقة القصير
- ناحية مركز القصير: القصير، الأندلس، الضبعة، ضاحية المجد، دحيرج، ديابية، البويضة الشرقية، دمينة الشرقية، الغسانية، الحامدية، الحمراء، الحسينية، جوسية العمار، كمام، كوكران (السعيدات)، الموح، النيزارية، ربلة، السلومية، الشياحات، شنشار ،الشومرية، دمينة الغربية، زراعة، العاطفية، رأس العين (حسابية).
- ناحية الحوز: عين الصفا (أكوم)، أم حارتين عتيق، بلوزة، وادي حنا، حوش السيد علي، حوش مرشد سمعان، الحوز، قادش (تل النبي مندو)، جوبانية (رام توت)، دبين، زيتا الغربية، الحيدرية، سماقيات شرقية، سماقيات غربية، سقرجة (عين التنور)، البويضة الغربية (العقربية)، عرجون، القرنية، كفر موسى، مودان، الناعم، الخالدية، البويت، الصخر (هيت)، وادي الحوراني، الحاوي (الحاويك)، الحمام، أبو جوري، المصيطبة، الفاضلية، البرهانية (الرهوانية)، النهرية، السوادية (السودانية)، المصرية.

### منطقة تلكلخ
- ناحية مركز تلكلخ: أبو المشاعيب، أدلين، عكاري، العامرية، عريضة، عزيز، البهلوانية، باروحة، بيت قرين، برج عرب، برج المكسور، عين شعرة، عين السودة، الحجر الأبيض، الحالات، حصرجية، جعفريات، كفريش، خربة الجباب، معربو (الدبوسية، مصيدة، نعرة، قنوتة، قريات، قميرة، الرياف، الشبق (جبق)، الشبرونية، شلوح، شميسة، الشيخ علي، سنيانة، سميكة، تل حوش، تل سارين، تلكلخ، عين التينة الغربية، الوريدات، الزارة، الزينبية.
- ناحية الحديدة: المالكية، البارودية، بعيون، بزناية، دردارية، عين التينة الشرقية، مشيرفة الشرقية، حديدة، الحارتين، خنساء (قزلاخر)، خربة المنقلة، لويبدة، مراسية، ناعسية، الناعورة، الرابية (قز الخاص)، رجبلية، روضة الوعر (الزنابيل)، ريحانية، الصوانة، تل الصفا (تل جردون)، أم الدوالي، أم الميس، أم جامع، الزاهرة، تل الفرح، وادي المولى.
- ناحية الناصرة: عمار، بحزينا، بيدر رفيع، دغلة، عين الباردة، عين الراهب، حبنمرة، حارة محفوض، جنكمرة، جوار العفص، كفرة، كيمة، مرمريتا، مشتى عازار، المشتاية، الناصرة، قلاطية، قرب علي، تنورين، زويتينة.
- ناحية الحواش: بلاط، بساس، بصومع، دوير اللين، عين الغارة، عناز، عش الشوحة، الحواش، الحصن، عيناتا، جوانيات، مقلس، مزرعة، المزينة، مقعبرة، قلع السقا (عين الملا)، شواهد، تلة، مقعبرة مار ضومط.

### منطقة الرستن
- ناحية مركز الرستن: أبو همامة، الرستن، عسيلة، البلان، دلفين، عز الدين، الغاصبية، غرناطة (الغجر)، الحميس، كفرنان، كيسين، المنارة، مرج الدر، القنيطرات، سليم، تسنين، الوازعية، زميمير، الضاهرية، ظهر الكن.
- ناحية تلبيسة: الثورة، دير فول، الفرحانية، الغنطو، الهاشمية، المجدل، المجدل، المعمورة، القنية، سعن الأسود (السعن)، السبيل، الشبعانية، تل جيورين، تلبيسة، أم شرشوح، الزعفرانية، الفرحانية الشرقية.

### منطقة تدمر
- ناحية مركز تدمر: العليانية، آراك، البيضة، رسم العبد، تدمر، البيارات، القطار، المنبطح، بير حطان الشكر، جزل، عوينة الحرملة، وادي الهيل.
- ناحية السخنة: كريم، الكدير، الكوم، السخنة، الطيبة، التوينات.

### منطقة المخرم
- ناحية مركز المخرم: أبو خشبة، باب الهوى، البطمة، بويضة ريحانية، بويضة سلمية، الحمودية، الحراكي، الجمالية، جب عباس، الجنينات، خلفة، مخرم التحتاني، نوى، أبو حكفة الشمالي، أم السرج الشمالي، العثمانية، السنكري، شوكتلية، أبو حكفة الجنوبي، تل الأغر، تل الورد، تل شنان، أم دالي، أم العمد، أم السرج القبلي، أم جامع، أم جباب، أم التين (أم تويني)، المخرم الفوقاني، الجنينات الغربية.
- ناحية جب الجراح: أبو قاطور، أبو العلايا، العريضة (خطملو)، أصمد، الأشرفية الشرقية (دويعر الشرقي)، هبرة شرقية، سلام شرقي، علية العليان (علية العميان)، غزالة (غزيلة)، حويسيس، جب الجراح، مكسر الحصان، مسعدة، مسعودية، منطار العبل، مزين البقر، مقيزل، مشيرفة قبلية، أم تويني شمالية، رحوم، رسم الطويل، رسم حميدة، شيحة، تلقطا، طرفاوي، طويل، تلعداي، أم الريف (الريش)، الأشرفية الغربية (دويعر الغربي)، هبرة غربية.

### منطقة تلدو
- ناحية مركز تلدو،: عرقايا، برج قاعي، حداثة، الحيصة، هرقل، الحشمة، الحميمة، جرنايا، محناية، مجيدل، رفعين، رأس العين، سمعليل، سنيسل، الشامة (كراد داسنية)، تلدو، الغور الغربية (غور سمعليل)، زيبق.
- ناحية كفرلاها: كفرلاها، تلذهب، كفرام، الطيبة الغربية، الطيبة الشرقية.
- ناحية القبو: فاحل، أوتان، القبو، القناقية، رباح، شرقلية، الشنية.

## وصلات خارجية
- وزارة الإدارة المحليّة السوريّة
- المركز الإحصائي السوري